# صلاة المرأة في اليهودية

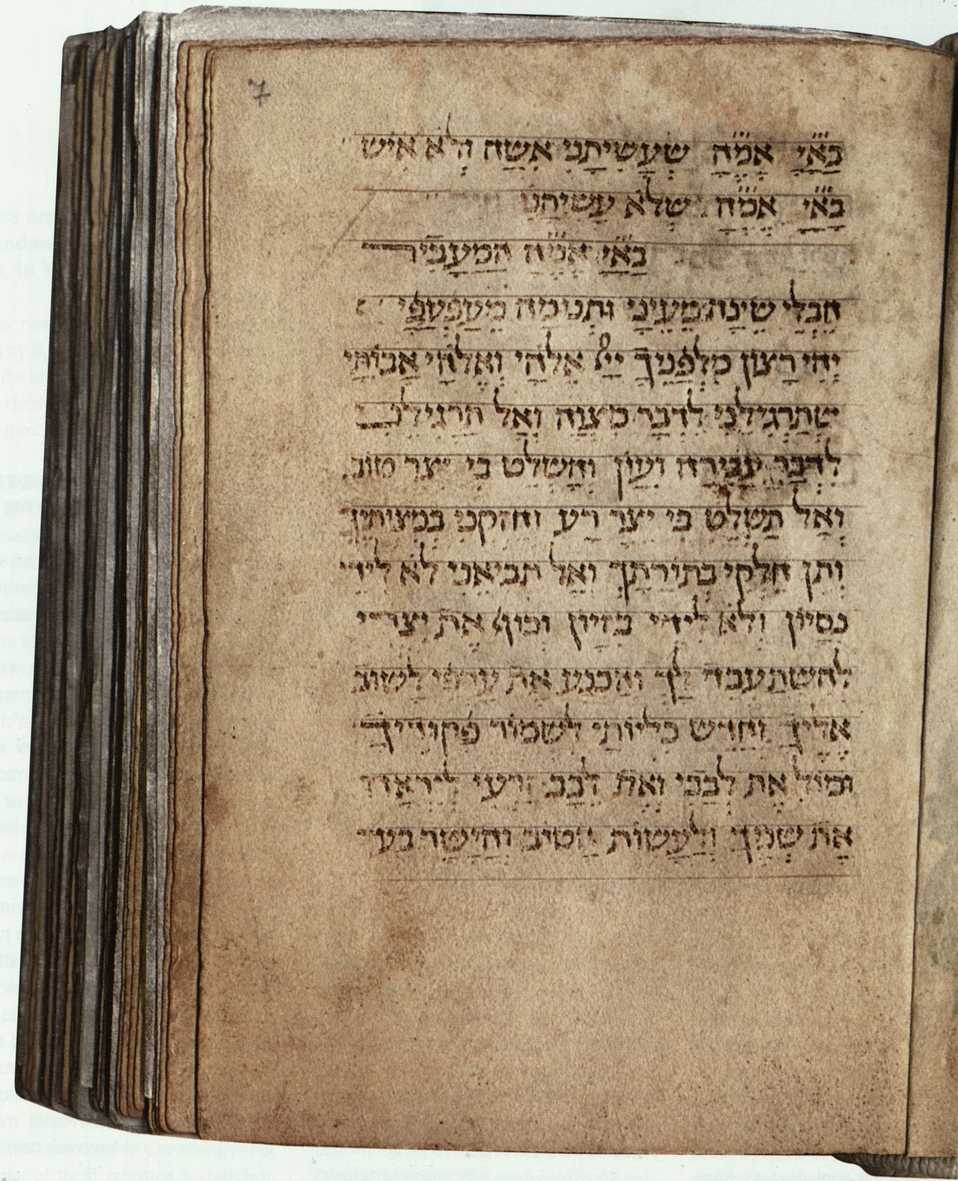
ترتيب الصلاة للمرأة 1480

وصلاة النساء موجودة في اليهودية على مر العصور، وفي بعض الاوقات كانت صلاتهن تعتبر صلاة مثالية. مثلًا، على  مثل، صلاة ال شانا ، و التي اعتبرها الحكماء نموذجًا للصلاة المثالية.
وقبل خراب الهيكل الثاني ، اي عندما لم يكن هناك أي ترتيب ، حيث كان كل شخص يصلي حسب احتياجاته، صلاة الشكر والتسبيح وصلوات الطلب. يمكن للمرأة المصلية (وكذلك الرجل المصلي) أن تعبر عن نفسها بأي طريقة تريدها وبعفوية. وحتى بعد تشكيل السيدور، بقية صلاة النساء أقل مؤسسية من صلاة الرجال، وقامت النساء عبر الأجيال بتأليف صلوات تتناول أحداث وجودهن الدنيوي. 

## تاريخ

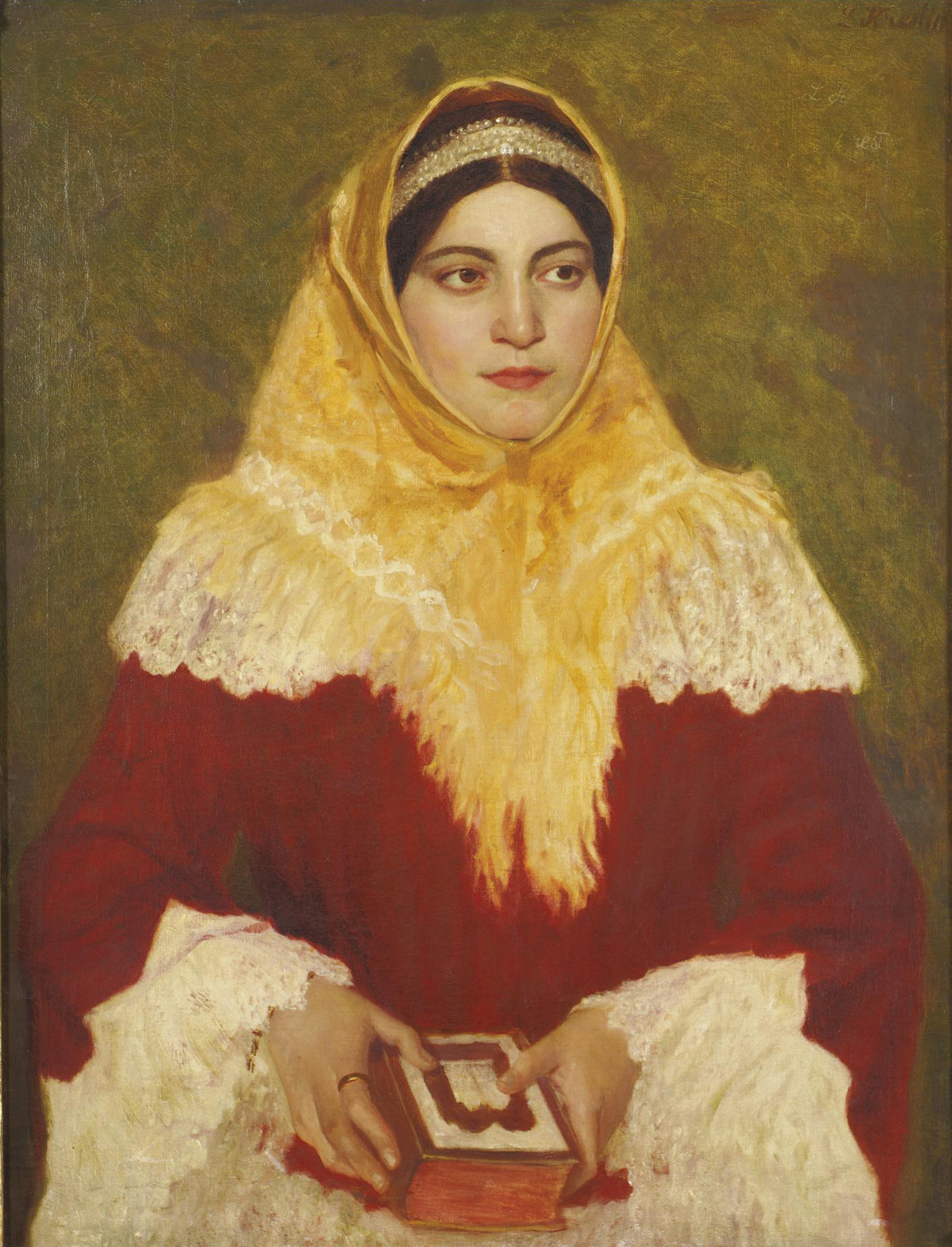
صورة لامرأة يهودية تحمل كتاب الصلاة، لازار كيرستين

### فترة الكتاب المقدس
يُعتبر من قصص الكتاب المقدس أن المرأة التي تصلي تفعل ذلك بحرية واستقلالية، بلغتها الخاصة، حيث تنبع صلاتها من رغبة قلبها. يصلي كثيرون في الكتاب المقدس، ولكل منهم صلاة فريدة تعبر عن عمق إيمانهم وتجربتهم الروحية. إن جاذبيتهم المباشرة تنبع من صدق وعمق إيمانهم، متجاوزة كل الظروف الحياتية الخاصة بهم. رغم أن الأدب اليهودي قد استعرض هذا الموضوع عبر الأجيال، إلا أنه شهد في الآونة الأخيرة اهتماما متزايدا من الباحثين، حيث تم تجميع العديد من الدراسات والأدبيات التي تتناول هذا الموضوع منذ النصف الثاني من القرن العشرين وحتى يومنا هذا.
ومن بين النساء اللاتي كانن يصلين في الكتاب المقدس اذ يمكننا أن نذكر: رفقة ،  ليئة ،  مريم النبية ، دبورة ، حنة ، أستير ونساء بيت لحم في كتاب راعوث .  وعلى طول التاريخ اليهودي في جميع أنحاء الشتات في إسرائيل، قامت النساء بتأليف الصلوات، وقد تم الحفاظ على بعضها ولكن تم نسيان الغالبية العظمى منها لأنها لم تكن مكتوبة. وجزء يسير من هذه الصلوات هو الذي يتجلى في صلاة النساء التي نجدها في الأدب الخارجي .

### اليوم
مع بداية تشكيل السيدور ، وحتى أكثر من ذلك عندما أصبح النص رسميًا ومكتوبًا ومطبوعًا لاحقًا، نواجه تأثيرًا أقل فأقل للنساء على صلاة السيد. وصلاة النساء، ولو قيلت، لم تكن في أيدينا عادة.
وفقط في الفترات التي كانت الأقرب إلى عصرنا نبدأ في تلبية الترتيبات النسائية. سواء كانت هناك سيدور عامة مثل "كوربان مينشا" سيدور مخصصة للنساء أو ما إذا كانت ملفات صلاة، وهي عبارة عن صلوات شخصية يقصد تلاوتها بإذن الفرد وبلغة الدولة ( الييديشية عادة)، مثل باسم "طحينوت سارة بات توفيم " أو السيدور الشخصي ليهوديت كوهين من إيطاليا. وقد عبرت هذه السيدورات، عادة، عن قضايا نسائية لم يبد السيدور القائم رأيه فيها، مثل قضايا الحمل والولادة، وطهارة الأسرة ، وحياة تربية الأبناء وتعليمهم إلى جانب الزوج.
وفي الوقت نفسه نلتقي بمجموعات ومجتمعات خاصة حيث كانت النساء مسؤولات عن الحفاظ على التقاليد. وبسبب التأكيد على أن اليهودية تنتقل من الأم إلى الأبناء، فإن النساء من الطوائف الشهداء في البرتغال، أصبحن المصلين الرئيسيين في الاجتماعات السرية وحاملات عبء الحفاظ على التقليد في ظروف الحياة. المفروضة عليهم.

### فترة العصور الوسطى
أدى الاتجاه المتزايد باستمرار للمساواة بين الرجل والمرأة في جميع مجالات الحياة، بدءًا من نهاية القرن التاسع عشر، وحتى أكثر من ذلك في القرنين العشرين والحادي والعشرين، إلى توسيع حصة المرأة في المعابد اليهودية والصلوات .
وفي معظم المؤسسات التعليمية الدينية للفتيات في الوقت الحالي، يبدأ جدول الأعمال بصلاة الصباح . توجد كتب صلاة أرثوذكسية بصيغة مخصصة للنساء. في جميع الأماكن ذات الصلة بترتيب أوقات الفداء، هناك خيار للصياغة للنساء والتعليمات موجهة إلى كل من النساء والرجال. بالإضافة إلى ذلك، هناك سيدور خاص بالنساء، مثل سيدور نية القلب لبات يسرائيل وسيدور عبادة هاشم لبات يسرائيل.
إن ممارسة قول النساء كاديش يتيم لوالديهن آخذة في التوسع، بناءً على الممارسة القديمة، وغياب مصادر الهالاخاه التي تمنع ذلك والحكم الهالاخي لعدد من الحاخامات.
في تيار الأرثوذكسية الحديثة، بدأ تشكيل مجموعات صلاة منفصلة للنساء، وتم افتتاح "المينيان التعاونيين" الذين يعتبرون أنفسهم مخلصين لهلاشا، حيث تأخذ النساء دورًا مهمًا في أجزاء معينة من الصلاة. كان الرائد مجتمعًا غنائيًا جديدًا في القدس، تأسس عام 2001 على يد مجموعة بقيادة الدكتورة توفا هارتمان بهدف "إنشاء مجتمع ديني يجمع بين الالتزام بالهلاخا والالتزام بالصلاة والنسوية ، وإعادة تعريف المكان". من النساء في المجمع ". منذ ذلك الحين، تعمل عشرات المجتمعات المساواتية أو التشاركية من هذا النوع في إسرائيل. ومن أبرز من دعمه الحاخام دانيال شيفربر ، الذي خصص كتابًا هلاخيًا لمناقشة مشاركة المرأة في الصلاة وقراءة التوراة .

## صلاة النساء بالهلاخا

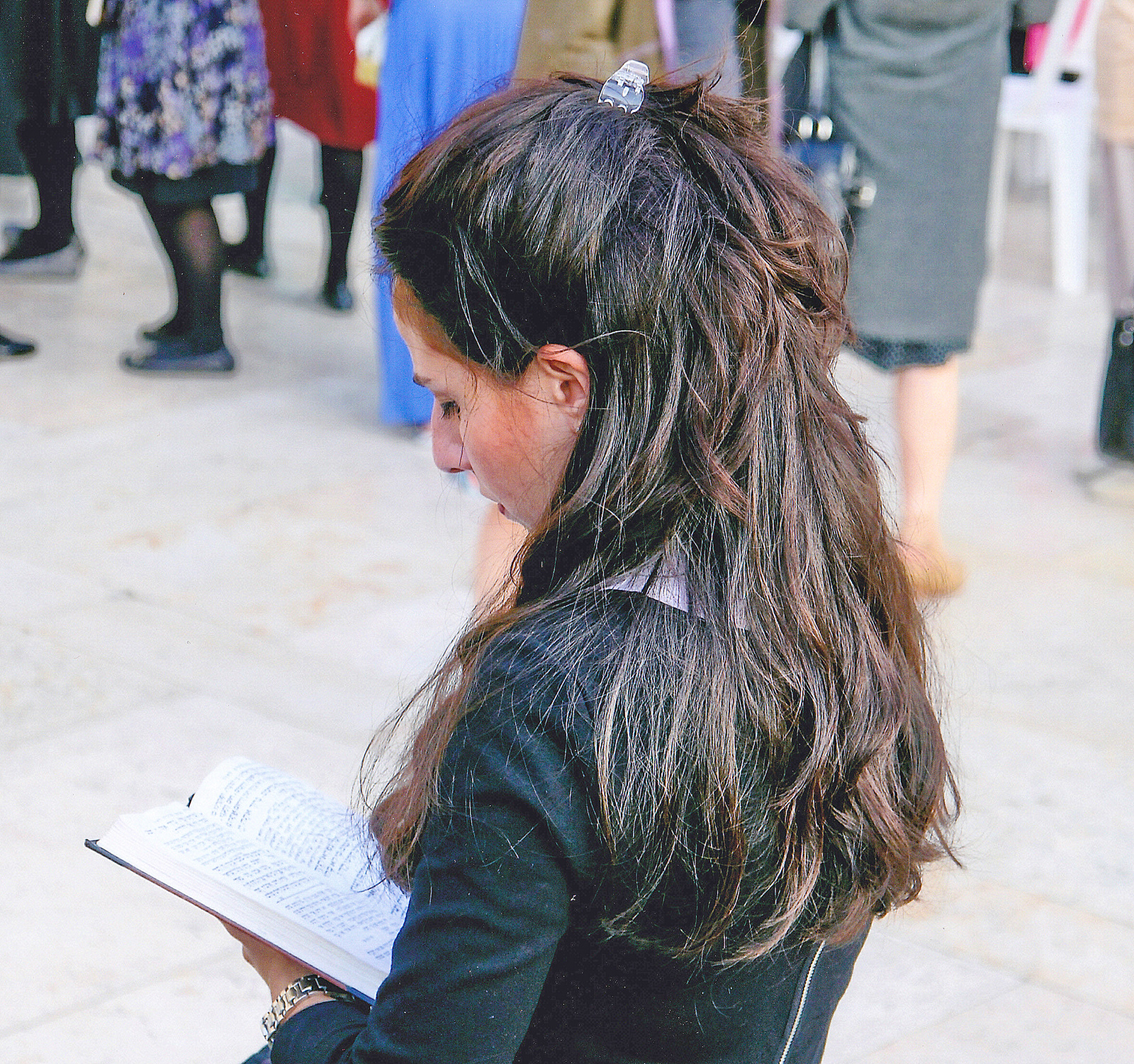
امرأة تصلي عند الحائط الغربي

ومن حيث القانون اليهودي، هناك يختلف التزام المرأة بالصلاة عن التزام الرجل: فهن معفيات من قول معظم أجزاء الصلاة، ولا يُطلب منهن الصلاة في المنيان وفي الكنيس . على الرغم من أن العديد من النساء يأتون للمشاركة في الصلاة في الكنيس، وخاصة في أيام السبت والأعياد . [15] تُعفى النساء أيضًا من لبس الطليت وارتداء التيفيلين ، وهو ما يجب على الرجال القيام به، ويتم القيام به في هذه الأيام بشكل رئيسي أثناء صلاة الصباح .
وطبا ان هناك خلاف حول وجوب قيام المرأة بالصلاة القائمة ، وهي أصل الصلاة المكتوبة، وعدد الصلوات التي يجب على المرأة أن تصليها كل يوم. وبحسب كثير من الكتبة ، يكفي أن تقول المرأة طلبًا واحدًا في اليوم، والذي يمكن أن يكون صلاة شخصية أو جزءًا من الصلاة مصاغًا حسب رغبتها (على سبيل المثال تلاوة بركات التوراة ). وحتى بين الحكام الآخرين الذين أمروا النساء بصلاة قيام واحدة في اليوم أو أكثر، يسود الموقف الذي يقضي بإعفاء النساء المنشغلات في رعاية أطفالهن أو في العمل من الصلاة.

### مينيان والكنيس
تُعفى النساء من الصلاة في المنيان وفي الكنيس ، على الرغم من أن من يصلي في المنيان وفي الكنيس له الحق في ذلك.

### صلاة قيام
وجاء في المشنا أن الصلاة واجبة على المرأة. برر التلمود هذا القانون بالقول إن الصلاة هي طلب الرحمة، وفي بعض الروايات يوضح أن الصلاة ليست صلاة متوقفة على الوقت ، تستثنى منها النساء. [17]
لقد تم طرح هذا القانون في الأدب الهالاخي، لكن عادة النساء لم تكن تصلي ثلاث صلوات، بل تكتفي بقول طلب في الكومن في الصباح. وأوضح صاحب النجمة إبراهيم ذلك على لسان رمبام ، الذي كتب أن هناك نصًا من التوراة للصلاة كل يوم، لكن مرة واحدة تكفي وبدون صيغة ملزمة لأن هذا الالتزام ليس نصًا يعتمد وفي وقتها، يجب على النساء أيضاً القيام بها، لكن يستثنين من الصلوات الثلاث التي تصاغ وتعتمد على وقت اليوم على قول الحكماء  وإن كان بحسب الرمضان ، الوجوب كله الصلاة من كلام الحكماء، ويحتمل أن يكون كلام المشنا عنده في وجوب صلاة المرأة يعني وجوب صلاة جميع الصلوات، وإن كانت متوقفة على الوقت، لأنها طلبات للصلاة. رحمة.
- وقد ذهب بعض الكتبة إلى أنه لا يجب على المرأة أن تصلي كل يوم، ويكفيها أن تقول طلبا في الصباح. [7]
- كتب الحاخام عوفاديا يوسف أن على النساء أن يصلين صلاة قائمة في اليوم، ومن الأفضل أن تكون صلاة الصباح - لبدء اليوم بالصلاة. على الرغم من أن الواجب الأساسي بحسب ماجان أبراهام هو الصلاة مرة واحدة في اليوم دون صيغة إلزامية، حيث أن النساء في الوقت الحاضر معتادات على لغة الصلاة ويسهل عليهن صلاة القيام، إلا أن التوجيه حسب الحاخام عوفاديا يوسف هو أن تصلي المرأة صلاة قائمة واحدة على الأقل في اليوم. وإذا أردت أن تقرأ وتصلي بعض الصلوات فيجوز لك ذلك. [8]
- كتب مؤلف مشناه بيرورا أن معظم الكتبة يعتقدون أن وجوب الصلاة من كلام الحكماء، ولذلك ينبغي تحذير النساء من أن يصلين ركعتين قائمتين في اليوم. إنهم معفيون من صلاة العشاء ، لأن الأصل في الشريعة أنها صلاة إذن، والرجال فقط هم الذين أخذوها على عاتقهم كواجب للصلاة. [9]
- وفي أدب الأخير نجد من كتب أن على المرأة أن تصلي كل يوم ثلاث صلوات. [10]

ويرى البعض أنه يجب على المرأة أن تصلي صلاتين قائمتين في اليوم أيضًا في رأي الرمبام  ومن ناحية أخرى، يرى البعض أنه أيضًا في رأي الرمبام تخرج المرأة من واجبها لطلب الرحمة مرة واحدة في اليوم. . 
وعلى الرغم من كلام الزوج، المشناه واضح في كتابه، فقد شهد ابنه أن والدته كانت لا تصلي كثيرًا طوال السنوات التي كانت تعتني فيها بأطفالها، بناءً على طلب زوجها.  وتظهر تعليمات مماثلة بعد ذلك في كثير من القضاة الذين اتبعوا طريقته، وكذلك بالنسبة للنساء المنشغلات في العمل. استندت هذه الإرشادات إلى إمكانية الاعتماد مبدئيًا على طريقة ماجن أبراهام بدلاً من الصعوبة، بالإضافة إلى مجموعة متنوعة من استثناءات الشريعة الإسلامية التي لا يتم تطبيقها عادةً على صلاة الرجال، مثل القاعدة التي تتعامل مع ميتزفاه المعفاة من المتسفاه والهلاخا التي تعفي من الصلاة ذوي العقول المضطربة.

### بقية الصلاة
ويستثنى من ذلك النساء من قول: الأضاحي ، قراءة الشما وبركاته ، الدعاء ، البركة ، للموصل ، قدسية الديسدرا ، أغنية النهار ، ملء البخور ، ويجب التسبيح .
ولأن النساء معفيات من وجوب جعل الوقت ألمانيًا، فإنهن معفيات من تلاوة آيات الدميرة ، حسب وقت تلاوتها قبل صلاة الصبح. إلا أن هناك من يرى أنه بما أنه يجب على المرأة أن تصلي قائمة (حسب بعض الآراء)، فيجب عليها أيضًا أن تقول آيات الضمرة حتى تجهز نفسها للصلاة. ومع ذلك، وبحسب أغلبية المحكمين – يجوز الاستثناءات، ويجوز لمن يرغب في ذلك.
ويرى بعض الكتبة أنه بما أن صلاة تذكر الخروج مستمرة ليلًا ونهارًا، فيجب مطالبة النساء بذلك، لكن اختلف كثيرون في هذا الأمر، وفي رأيهم أن النساء معفيات من تذكر الخروج. 

## صلاة المرأة في التيارات غير الأرثوذكسية

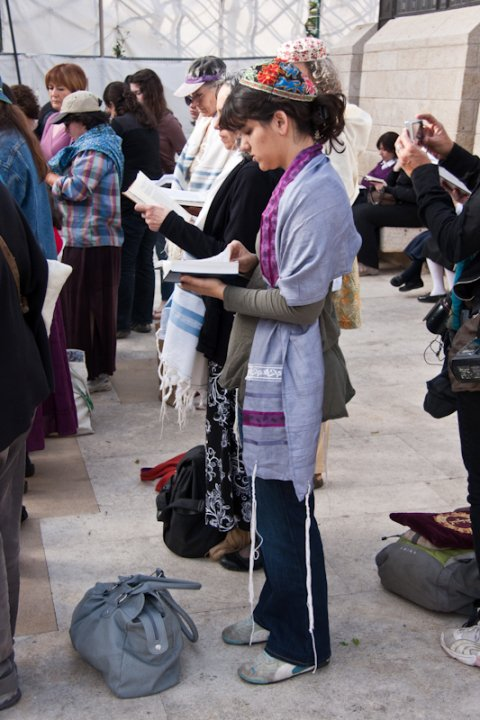
صلاة نساء الحائط الغربي

صلاة النساء بارزة بشكل خاص في اليهودية غير الأرثوذكسية، التي حولت منذ بداية القرن العشرين الاتجاه الأيديولوجي نحو المساواة بين الجنسين إلى اتجاه عملي من خلال المساواة التدريجية بين جميع وظائف الكنيس للنساء.
كما أصبحت لغة الصلاة تدريجيًا أكثر حساسية ووعيًا بقضايا النوع الاجتماعي. في مقالتها عن تأثيرات الجندر على الصلاة الإصلاحية الإسرائيلية، تقسم الكاتبة الحاخام د. داليا ماركس التغيرات في الترتيبات الليبرالية إلى أربعة مستويات: 
- تحويل اللغة التي يدعي الإصلاحيون أنها مسيئة وتعامل المرأة كشيء - تم حذف نعمة "لا تدخن امرأة"، والتي تقال كجزء من بركات الفجر، أو تم تغييرها إلى بركات لغوية إيجابية. في كثير من السيدور يقال هنا "مبارك... أنني احترقت على صورته"، وهي لغة تذكرنا بقصة الخلق الأولى الموصوفة في سفر التكوين. اليوم، حتى داخل معسكر الأرثوذكسية الحديثة، هناك مناقشات حول نعمة "لا تدخن امرأة" وهناك عدد قليل ممن يريدون تغيير صياغة البركة. وختى إضافة شخصيات نسائية إلى الصلاة - بعد الرغبة في تقديم شخصيات يهودية على مر الأجيال، تم إدراج أسماء الأمهات سارة رفقة راحيل وليئة في بركة "الآباء"، وهي البركة الأولى في الصلاة القائمة، وهي تُقال الصلاة الرئيسية ثلاث مرات في اليوم. وسميت هذه البركة منذ ذلك الحين ببركة "الآباء والأمهات". وبالمثل، أُضيف اسم النبية مريم في بركة "النجاة" بعد قراءة الشما مع أخيها موسى، في النداء "موسى مريم وبنو إسرائيل، اذهبوا رنموا ترنيمة جديدة وقولوا كل شيء... " وكلاهما قادا بني إسرائيل معًا إلى القول: من مثلكم في آلهة الله. طقوس الحياة - انعكست تغييرات إضافية في طقوس دائرة الحياة. وتنقسم هذه إلى نوعين رئيسيين: أ. تحديث الاحتفالات القائمة، مثل مراسم الميلاد (زافيد بات)، وبات ميتزفاه ومراسم الزفاف القائمة على المساواة، والتي تستجيب أيضًا لصوت وصلاة العروس وليس فقط العريس؛ ب. - خلق طقوس جديدة موضوعاتها مأخوذة من عالم المرأة مثل: صيغ صلاة النساء في الأعراس والحمل والولادة والرضاعة والإجهاض وغيرها. لغة مخاطبة الله - الإشارة إلى الله في الصلاة التقليدية تتم بلغة "أنت" أو "هو". وقد سعى بعض محرري السيدوريم الليبراليين إلى تجنب استخدام هذه اللغة لوصف الله، وأضاف البعض صورًا باللغة المؤنثة لموازنة اللفظ (على سبيل المثال، خطاب إلى "الشكينة" أو خطاب بصيغة ""مبارك Y-H..."). التغييرات المتعلقة بطرق مخاطبة الله في الصلاة مثيرة للجدل.

## أنظر أيضا
- نساء الجدار

## ايضا
- إلياكيم ألينسون ، المرأة والوصية (3 أجزاء)، نشر المنظمة الصهيونية العالمية
- تمار روس ، هل ما زلنا قادرين على الصلاة لأبينا السماوي؟! , في: عين طوفا - كتاب الذكرى السنوية لتوفا إيلان
- هناء سفراي ، منين، الجندر والديمقراطية، في: رابوني ، إطار الفكر والهوية اليهودية في عصرنا (العدد 3 من إلول 2000، سبتمبر 2000، ص 41-43)، نشر معهد فان لير ، القدس.
- أليزا لافي ، صلاة المرأة ، منشورات مشكال ، تل أبيب، 2005
- مناحيم بيري ، "رفقة والعريس العبد، وتحالف الله مع النساء في القصة الكتابية"، الفيم ، ملف 29، 2005.

## روابط خارجية
- الدكتور يعقوب هداني وهو يصلي
- الدكنور دانيال ألبو، "صلاة ريبيكا" ، على موقع 4
- الدكتور دافنا موسكوفيتش، ديبورا أمير وصالح سعيد، صلاة المرأة في الأديان الثلاثة ، موقع مطاوع.
- يائيل ليفين موقع
- مناحيم برونفمان، هل المرأة ملزمة بالصلاة؟ وإذا كان الأمر كذلك، إلى أي مدى؟ على موقع علي صفر